# Бюнцен (Ааргау)
Бюнцен (нім. Bünzen AG) — громада  в Швейцарії в кантоні Ааргау, округ Мурі.

## Географія
Громада розташована на відстані близько 80 км на північний схід від Берна, 23 км на південний схід від Аарау.
Бюнцен має площу 5,8 км², з яких на 9,9% дозволяється будівництво (житлове та будівництво доріг), 61,2% використовуються в сільськогосподарських цілях, 28,4% зайнято лісами, 0,5% не є продуктивними (річки, льодовики або гори).

## Демографія
2019 року в громаді мешкало 1113 осіб (+10,4% порівняно з 2010 роком), іноземців було 17,2%. Густота населення становила 193 осіб/км².
За віковим діапазоном населення розподілялося таким чином: 22,6% — особи молодші 20 років, 63,3% — особи у віці 20—64 років, 14,1% — особи у віці 65 років та старші. Було 451 помешкань (у середньому 2,4 особи в помешканні).
Із загальної кількості 288 працюючих 61 був зайнятий в первинному секторі, 86 — в обробній промисловості, 141 — в галузі послуг.